# トイプラ
トイプラは、愛知県名古屋市に本社を置く芸能事務所、イベント会社。旧称TOY Planet*（トイプラネット）。

## 経歴
2020年
- 4月15日 - 『第三回 幻影★ギャラクティカ振りコピ選手権』開催を発表[3][4]。
- 4月17日 - 月宵◇クレシェンテが台湾・台北杰克音樂にてプレデビュー（メンバーは瀬戸あいな、夢乃漓雪、花凪梨理、桜羽初季、心咲花日楽、眠璃姬子）[5][6]。
- 11月29日 - 煌めき☆アンフォレントが旧体制での活動を終了（二條満月、茉井良菜、高橋みお、日南遥、藤宮もなが卒業）。新たに第3期メンバーを募集[7]。

## 所属タレント・アイドル
- まりえ(42)
- Star★Shiμ’ne!!!
  - 輝星★Cosμ’n.
    - 橘すず
    - 末永香乃
    - 小鈴ゆゆ
    - ICE

  - 彗星♩dropTune°
    - 藤枝愛理
    - 湊美しゅな
    - 橘すず
    - 島田キラリ
    - 朝日向舞菜
    - 黒音れも
    - 雫月ノア

  - 夜宙☆ShiNew’
    - 西尾六花
    - 甘楽ゆい
    - 結希ひなり
    - 姫翠桃菜
    - 星山せな

### 台湾支部
- 月宵◇クレシェンテ
  - 蒼空星奈
  - 一ノ瀬りら(研修生）
  - 海城しお(研修生）
  - 水鳥川るり(研修生）

### タイ支部
- Stellagrima＊

## 過去に在籍していた所属者
- 煌めき☆アンフォレント
  - 瀬乃かなみ
  - 小日向りぃり
  - 如月愛花
  - 花乃木りおな
  - 小倉あん
  - 西ひより
  - 谷麻由里
  - 二條満月
  - 茉井良菜
  - 高橋みお
  - 日南遥
  - 藤宮もな
  - 双葉凛乃
  - 天猫なの
  - 神谷美玲
- 綺星★フィオレナード
  - 仁科海華
  - 前島百香
  - 宮本佳織
  - 前田優歩
  - 垣村玲那
  - 小泉花恋
  - 世良明梨
  - 満天ころも
  - 矢羽根かこ
  - 辻彩花
  - 冨田菜緒
  - 猫宮りな
  - 木咲りん
- ハニースパイスRe.
  - 宮花もも
  - 雪白はるか
  - 羽鳥みお
- SPRISE
  - 佐野ひめか
- Star★Shiμ’ne!!!
  - 輝星★Cosμ’n.
    - 長田美成
    - 高橋きら
    - 花凪梨理
    - こがちゃんちゃん
    - 咲野はなび
    - 空乃ひな

  - 彗星♩dropTune°
    - 石塚汐花
    - 桐下愛未
    - 白瀬乃愛

  - 夜宙☆ShiNew’
    - 達家真姫宝
    - 羽純凛
    - 穂村ゆうか
    - 山本杏

### 研修生
- 藤山ちあき
- 永瀬梨乃（現：藤城なみ )
- 板谷優李
- 辻くるみ
- 姫嶌くるみ
- 七瀬りょこ
- 甜こはく

### 東京支部
- 海月ねね
- 黒木りな
- くにくに
  - くにか
  - くにほ

### 台湾支部
- 月宵◇クレシェンテ
  - 心咲花日楽
  - 夢乃漓雪
  - 桜羽初季
  - 眠璃姫子
  - 花凪梨理
  - 楠瀬芽依
  - 瀬戸あいな
  - 朝陽愛央
  - 神樂くるみ
- 陽光◆スペクトラ
  - 生駒万凪
  - 久留栖みあ
  - 丸川結愛
  - 星野桃香
  - 天城乃絵
  - 天城れい

#### 研修生
- 淡島空
- 朱野やわら

## 所属タレントとのトラブル

### 谷麻由里
2020年
- 8月7日 - 煌めき☆アンフォレントの谷麻由里が、自身のInstagramに「私の頑張る場所はここじゃないかもしれない」「『心配してるの。あなたの為に渡さないんだよ』というよく分からない理由で頑張って働いた分のお給料を貰えない。(中略)働いた分でお給料に入っていなかった不足分をくださいと毎回連絡するのも疲れました。その不足分もちょっとの値段じゃない」「他にもセクハラ　周りの人が媚売りで寄ってくるんだろうけど私は近寄りたくない。ひどい 人のことを何だと思っているの。誰かに言ったらまた扱いが悪くなるかもしれないし口の軽い人ばかりで怖くていえなかった」「勝手に噂流して皆で私を無視したり嫌な態度を取ってきたメン人達も忘れない。同じになりたくないからやり返さないだけ、今は仲良くして許しても信用はしてない」「お前は人権ない、お前に権利がない、と言われてそうなんだ私が悪いのかもって病んでたけど今はそう思いません。酷い事まだまだ沢山あるし、人に言えるような内容じゃないから、だからこれ以上は言わない(※注 引用全て原文ママ)」と記述した。8月8日、谷は「会社の判断」によりライブ出演が見送られた[8]。
- 8月12日 - トイプラは煌めき☆アンフォレントの谷麻由里がInstagramへ投稿した給料支払い、セクシャルハラスメント・パワーハラスメント、煌めき☆アンフォレントメンバー内での無視の内容について、全て事実無根であると声明を発表。公式Twitter内で「投稿された内容は、全て事実無根であります」と断言し、給料の未払いについては「本人と相談した契約内容にて支払っております。不相当に低い金額ではありません。(中略)人為的ミスにより一部支払いに遅れが生じたことはありましたが、本人が受領すべき額は全て渡しております」とし、セクハラ、パワハラについては「相当する行為の確認が取れませんでした」、メンバーからのいじめについては「運営から見て、目立ったいじめ等はありませんでしたが、本件を受け事実確認を進めると共に本人のケアに努めていきます」「弁護士および第三者機関にも相談の上、本人の認識違いも見られるため継続的に話し合い中です」と記述[9][10]。
- 8月12日 - プロデューサー「木本憲志（へなぎ）」の個人アカウントにも投稿。「投稿は名誉を毀損するものであり、今後継続される場合は残念ですが刑事上・民事上の責任追及を行わざるを得ないと考えています」「その他の名誉毀損、業務妨害、信用毀損に当たるような投稿もなされていますが、同様に厳格に対応する所存です」と投稿[11]。
- 8月14日 - 煌めき☆アンフォレントの谷麻由里は自身のTwitterで「事務所と話し合いの際、暴言に耐えきれず、怖くて一人では対処できないと感じ、信頼できる弁護士さんに相談しました。今後は、正式に弁護士さんを通して事務所と話し合いを進めていきます」とツイート[12]。
- 8月14日 - 運営は公式Twitterに「一連の件に関しまして、本人との話し合いを進めておりましたが、8/13より本人との連絡が途絶えております。こちらから改めて話し合いの日程を提案させて頂きましたが、谷麻由里から返信も無い状況です」と投稿[13]。
- 8月21日 - トイプラは煌めき☆アンフォレントの谷麻由里との専属マネジメント契約解除を発表[8]。
- 12月31日 - 綺星★フィオレナードが2021年1月5日新木場STUDIO COASTで行われる『新木場アイドル万博』への出演辞退を発表、「谷麻由里が出演する兼ね合い」としている[14]。

2021年
- 5月8日 - 谷が、トイプラ所属当時に賃金未払いやパワハラなどがあったとし、法人としてのトイプラ、社長、当時のマネージャーを名古屋地裁に提訴[15][16][17]。社長ら会社側に慰謝料など損害賠償約580万円と未払い賃金約95万円の支払いを求めた[18]。訴状によると、2018年、当初報酬月額7万円でトイプラと専属契約、社長は活動状況をめぐり「売り上げが最下位だから人権なんかない」「替えはいっぱいいる」などLINEで発言するなどした[18]。後に和解し[19][20][21]、会社側が解決金120万円を支払い、不適切発言や未払い賃金があったことを謝罪、谷の今後のアイドル活動を妨害しないと約束した[22]。

### そのほか
2023年
- 5月3日 - 長田美成が輝星★Cosμ’n.を脱退することを公式Twitterアカウントが発表。理由として、 ルール違反や本人の精神面・体調面を考慮した結果としている。長田自身は繋がりなどの契約違反に関しては否定するとともに、ファンに対して突然の脱退発表になってしまったことについてお詫びを述べている[23]。
- 6月19日 - 夜宙☆ShiNew’の羽純凜が弁護士を通じてトイプラとの契約を解除したと自身のTwitterアカウントで発表[24]。

## その他のトラブル
- 中華人民共和国広東省広州市で2019年に開催を予定していた「Groupy Idol Festival in 広州」が、出演者のSNS上での告知表現を理由に、中国共産党を激怒させて出演許可がおりなくなった[25]。「煌めき☆アンフォレント」は、アジアツアーと称してこのイベントをツアー会場のひとつと位置付けており、中華民国（台湾）、タイ王国公演などと並べてTwitterで宣伝した際、台湾の横に中華民国の国旗が表示されていた[26]。

## 事業所
- 本社（愛知県名古屋市中区千代田2-20-1-1307）
- 東京支社（東京都渋谷区円山町5-2第二伊藤ビル4F）